# 小杉まりも
小杉 まりも（こすぎ まりも、1991年5月20日 - ）は、日本の女性ピン芸人。東京都出身。ワタナベエンターテインメント所属を経て独立。会社経営。ワタナベコメディスクール特待生。

## 来歴
- NSC東京校 幼児向けコースに特待生として半年通った。その後はフリーの芸人として活動。
- 週刊アサヒ芸能（2010年9月21日）にて、お笑い冬の時代を突破する「熱烈な追っかけが続出する美女芸人」と紹介された[1]。
- 月刊エンタメ(2012年１月号)にて「次にブレイクする芸人」「ネットで超絶美少女芸人！と話題に」と掲載された[2]。
- 上記の同じ「週刊アサヒ芸能」「月刊エンタメ」において「ポスト・鳥居みゆき」とも紹介された。
- 2013年11月～2014年9月、ワタナベコメディスクール特待生[3][4]。2014年10月、正式にワタナベエンターテインメント所属となる[5]。
- 2014年7月に、「可愛すぎる女芸人」としてYahoo!のトレンドニュースに取り上げられた。お笑い芸人として目標は江頭2:50。いつか『あいつが来たぞ』『帰れ』みたいに言われるのが目標[6]。
- 学生時代ラッキィ池田にダンスを習っていた。当時、ラッキィ池田が小杉の印象について自身のブログに書いている[7]。
- 『週刊大衆』(双葉社、2016年5月30日発売　第59巻第29号通巻第3694号より連載中。

## 人物
- お笑い界に入ったきっかけは、チャールズ・チャップリンに憧れてのことだった[8][9]。
- 強運の持ち主。数字選択式宝くじで、数字を度々当てる。ロト6では、6つの数字のうち5つを二度当てた（三等。ブログに当選券掲載）[10][11]。ナンバーズ4でも1等ストレート（賞金約80～100万円）を的中させており、ロト・ナンバーズだけでも200万円以上稼いでいるという。「特技は宝くじ」とも言っている[12]。元々、子供の頃から菓子に付いているくじなどに当たることが多かったことから、くじ運がいいと感じていたこともあり、芸人デビュー後に「くじが当たった証拠を残した方がいい」と思って宝くじを買い出したという。このような強運を以って、10万円でできるかな(2018年4月6日放送)に参加して出演、Kis-My-Ft2二階堂高嗣の「ロト6」挑戦企画で100万円超の高額当せんに寄与した[12]。
- 恋のから騒ぎのオーディションで最終まで残り明石家さんまに支持されるが、恋愛経験が皆無のため不合格[13][14]。
- 趣味は、料理や神社巡り、ピアノを弾く事で度々ブログに記述[15]。
- 石とカエルが好き。石は、小さい頃から集めている。カエルは可愛いし、自分と個性的な部分が似ているから[16][17][18]。
- 唐草模様が幼少の頃より好きで、トレードマーク。ファンからの贈り物も唐草模様の物が多い[19][20]。
- 2014年8月9日の読売新聞朝刊の読者投書欄『放送塔』（28面）に、『モーニングバード!』（テレビ朝日）について書いた自分の投書が掲載された[21]。
- 現在まで彼氏が居たことがないという。学生時代に告白されたことはあったが、その時は「人間に興味がない」として断ったとのこと[22]。

## 芸風
- 主にギャグをベースとしたコント。マイペースな進行の仕方が特徴の一つでもある。有名なネタに「ミミちゃん」[12]などがある。
- 「人間初心者」を自称している[9]ことから、かつては初心者マークを付けたり、初心者マークカラーの黄色と緑の衣装で主に出演していた。
- 自分のセリフに自分で突っ込むという振りがある。持ちギャグは「先生に言うぞ！」[23]。
- その後、強運の持ち主である自身のキャラクターを活かし「開運コント」を演じている。

## 出演

### テレビ
- イツザイS（テレビ東京、2009年10月12日）
- tokyoマヨカラ!（テレビ東京、2010年3月 - 2011年3月）
- 芸人報道（日本テレビ、2013年6月17日）
- ぶるぺん（ustream、2014年7月8日）
- 赤ペン瀧川先生のなんでも濃いや！ （テレ朝動画、2014年12月16日 - 30日）
- ぐるぐるナインティナイン（日本テレビ）
  - ぐるナイ大晦日恒例!おもしろ荘　若手にチャンスと愛を…誰か売れて頂戴SP（2015年1月1日）
  - ぐるナイおもしろ荘ゴールデン（2015年3月12日・5月28日）
  - ぐるナイ新ルーム完成記念！ロケに行ったらおもしろ荘（2015年5月21日）
  - ぐるナイおもしろ荘2015秋スペシャル、次世代女芸人"世界で一番熱い夏"アチチ修行（2015年9月10日）
- 村上マヨネーズのツッコませて頂きます!（関西テレビ、2015年1月25日)
- プレミアの巣窟（フジテレビ、2015年2月9日・5月4日）
- 今夜くらべてみました（日本テレビ、2015年4月28日）
- メッセンジャーの○○は大丈夫なのか?（毎日放送、2015年5月14日）
- 原口あきまさの今がぱちドキッ!（TOKYO MX、2015年5月27日）[24]。
- 『ぷっ』すま（テレビ朝日、2015年6月12日）[25]
- 水曜日のダウンタウン（TBS、2015年8月5日)
- 今夜もドル箱（テレビ東京、2015年9月1日）
- 伊集院光のてれび（TwellV）レギュラー
- こそこそチャップリン（テレビ東京、 2016年1月9日 - ）
- VS嵐（フジテレビ、2016年4月14日）
- ウチのガヤがすみません（日本テレビ、2016年9月19日初出演）
- お願い！ランキング（2017年3月7日・9日・14日・16日・21日・22日）
- バクモン学園（2017年5月29日）
- 10万円でできるかな（テレビ朝日）
  - 1時間スペシャル（2018年4月6日）
- ビートたけしの知らないニュース　超常現象XファイルSP（テレビ朝日、2020年12月27日）

### 雑誌
- 『週刊アサヒ芸能』（徳間書店、2010年9月30日、第65巻第37号）
- 『月刊エンタメ』（徳間書店、2012年1月号、）
- 『週刊大衆』（双葉社、2016年5月30日発売　第59巻第29号通巻第3694号より連載を開始）
- GQ JAPAN（2017年3月号）
- STREET JACK（2017年6月号）
- ロト・ナンバーズ超的中法（2017年10月号）表紙

### ライブ
- 雷ライブ
- 喰始のショービジネスの作り方
- 浅草東洋館寄席
- 渡辺正行プロデュース ラ・ママ新人コント大会